# Un vrăjitor din Terramare
Un vrăjitor din Terramare sau Un vrăjitor din Pământșimare (titlu original A Wizard of Earthsea) a fost publicată pentru prima dată în 1968, fiind prima dintr-o serie de cărți scrise de Ursula K. Le Guin, a cărei acțiune se petrece în arhipelagul fantastic din Terramare și care descrie aventurile unui tânăr vrăjitor în devenire, pe nume Ged. 
Povestea lui Ged continuă în următoarele volume ale seriei: "Mormintele din Atuan", "Cel mai îndepărtat țărm". Ged apare și în alte două romane a căror acțiune se petrece în această lume: Tehanu și The Other Wind. Seria a primit numeroase premii literare, printre acestea numărându-se premiul Nebula 1990 pentru Tehanu, premiul Newbery Silver Medal în 1972 pentru Mormintele din Atuan, Premiul Național pentru Carte, secțiunea "Carte pentru copii" în 1972 pentru Cel mai îndepărtat țărm și premiul Lewis Carroll Shelf în 1979 pentru Un vrăjitor din Terramare.
O parte a acțiunii cărții are loc la Școala de vrăjitori de pe insula Roke, un concept popularizat ulterior și de J. K. Rowling în seria de romane Harry Potter începută în 1997, sub forma Școlii Hogwarts de magie, farmece și vrăjitorii.

## Intriga
Duny este un băiat din Gont, una din insulele mai mari presărate pe Terramare. Mama sa este moartă, tatăl sau este un meșter aspru și taciturn, frații săi mai mari au părăsit casa părintească, iar el crește singur, încăpățânat și sălbatic. Mătușa sa care este și vrăjitoarea satului, descoperă că băiatul are un talent înnăscut pentru magie și începe să-l învețe din puținul pe care îl știe, descoperind curând că puterea băiatului o întrece mult pe a ei.
Adevărata putere a lui Duny se dezvăluie într-o situație excepțională. Satul său este atacat de o bandă de kargi care urmăreau să-l prade, iar el, împreună cu tatăl său și alți câțiva săteni curajoși, se hotărăsc să li se opună. Duny se folosește de talentul său deosebit și creează printr-o vrajă o ceață care aduce teamă și confuzie în rândurile kargilor, înspăimântându-i și alungându-i din sat. Vestea despre isprava băiatului se răspândește pe toată insula Gont, iar un vrăjitor înțelept și puternic, Ogion cel Tăcut recunoaște puterea băiatului și decide să-l ia ca ucenic pentru ca puterea sa, folosită nechibzuit, să nu devină un pericol pentru el și pentru alții. În ritualul de trecere la maturitate, el îi dă băiatului numele adevărat, Ged. (Numele adevărat al cuiva este dezvălui doar celor în care acea persoană poate avea încredere, pentru că poate fi folosit pentru a controla acea persoană. De obicei, un om este numit după "numele știut"; al lui Ged este Șoimanul.) 
Tânărul nedisciplinat devine din ce în ce mai nerăbdător sub tutelajul blând și răbdător al Maestrului său. Ogion îl pune în cele din urmă să aleagă: stă cu el sau merge la renumita Școală de vrăjitori de pe insula Roke. Deși ajunsese să-l iubească pe bătrân, tânărul este atras irezistibil de o viață a acțiunii mai mult decât de o viață a armoniei.
La școală, Șoimanul învață tainele vrăjitoriei cu o ușurință uimitoare, dar mândria și aroganța sa cresc mai repede decât priceperea și, în orgoliul lui, încearcă să cheme un spirit dintre morți - o vrajă periculoasă care scapă de sub control. În mod necugetat, el cheamă un spirit al întunericului care îl atacă și-l rănește. Creatura este alungată de Arhimag, conducătorul școlii, dar pentru aceasta Arhimagul își consumă toată puterea și moare la puțin timp după aceea. 
Șoimanul este chinuit de remușcări din cauza morții Arhimagului, dar, după o însănătoșire înceată și dureroasă, absolvă Școala de vrăjitori. Vrăjitorii din Roke sunt foarte căutați de prinți și de negustorii bogați, dar noul Arhimag îl trimite pe Șoiman, cu consimțământul său, să slujească ca vrăjitor unui grup de insule sărace, pentru a proteja locuitorii de un dragon puternic. Așteptând temător întâlnirea cu spiritul pe care l-a eliberat, își dă seama că nu se poate proteja deodată atât pe sine de acest spirit, cât și insulele de dragon.
Își asumă un risc disperat: merge să întâlnească dragonul în propria-i vizuină. În cărțile străvechi găsește menționat un nume de dragon pe care îl presupune a fi cel al dragonului pe care îl provoacă la luptă. Riscanta lui presupunere se dovedește corectă și, prin cunoașterea numelui adevărat al dragonului, îl forțează pe acesta să jure că nu se va mai întoarce la insulele pe care Șoimanul le proteja. Învingând dragonul, este eliberat de responsabilitatea față de sătenii pe care îi proteja și decide să găsească o cale să distrugă umbra pe care o eliberase în lume.
Șoimanul încearcă întâi să se întoarcă la Roke și să caute în cărți un răspuns la cum putea fi distrusă umbra, dar un vânt magic ține departe de Roke corăbiile care încearcă să-l ducă acolo. Văzând că nu găsește adăpost sau alinare, fuge urmărit de umbră și, după pericole și aventuri, ajunge la vechiul său maestru, Ogion, care îl sfătuiește să nu mai fugă, se întoarcă și să înfrunte umbra. În cele din urmă, găsește calea să distrugă umbra la capătul estic al lumii, cheia fiind numele adevărat al umbrei pe care îl află, deși Maeștrii Vrăjitori de pe Roke o credeau fără nume. Astfel el împacă cele două aspecte ale sale, latura vie, luminoasă, cu umbra lui.

## Inspirație
Le Guin a spus că această carte a fost, în parte, o reacție la imaginea vrăjitorului ca om bătrân și înțelept, precum și un răspuns la căutarea ei cu privire la originea lor. Povestirile "The Rule of Names" (1964) și "The Word of Unbinding" (1964) pun o parte din bazele cadrului pe care a fost construită trilogia originală Terramare.
Munca părinților ei, antropologul Alfred L. Kroeber și scriitoarea Theodora Kroeber, au constituit, de asemenea, o sursă de inspirație pentru ea.

## Adaptări
Un mini-serial bazat foarte vag pe Un vrăjitor din Terramare și Mormintele din Atuan a fost difuzat de Sci Fi Channel. Le Guin a afirmat că nu este mulțumită de rezultat.